# Орівський (хребет)
О́рівський (О́рів Діл, О́рівський Діл, Ти́хий Діл) — гірський хребет в Українських Карпатах (Верхньодністровські Бескиди). Належить до лінії передових низькогірних карпатських хребтів.

## Загальна інформація
Хребет розташований на південно-захід від Трускавця та на північ від сіл Орів та Верхня Стинава. Відносно передгір'я діл здіймається на 100—400 м, з найвищою точкою на вершині гори Бобовище. Фактично починається біля с. Нижня Стинава та Любинці, звідки він простягається на 20 км до Цюхового. На схилах північніше гори Белеїв та Княжої знаходиться с. Зимівки.
Характерні ознаки Орівського Ділу є доволі типовими для скибових гір: переважно пологі та згладжені схили, рельєфно слабко виражені вершини, між якими — неглибокі сідловини, а також наявність деяких ознак гірського мікроклімату. В різних частинах хребта зустрічаються певні типи лісів: ялицево-букові, ялицево-дубові, букові, дубові та навіть березові. Верхня лінія Орівського хребта, починаючи від урочища Веґєрщина та закінчуючи коло гори Замкно є здебільшого безлісою. 
На північно-східних схилах хребта протікають річки Лошань, Солониця, з північної сторони течуть Жолобний, Колодниця, Тем'єнець, Бистра, Яцків, Шипильський, із заходу — Кам'яний, Глиняний та Ведмежий. З південної сторони витікають виключно численні притоки річки Стинавка.

## Туризм
Через безпосередню близькість до міст Трускавця та Борислава, це популярне місце для трекінгу, бо звідси відкриваються панорами різних хребті та вершин. По хребту проходять туристичні шляхи околиць Трускавця  №1, №504, №506, що перетинаються на перевалі Щасливий. Також тут пролягає маршрут проєкту «Велобескиди» під назвою «Соляний шлях» та маршрут  Трускавець – кемпінг «Gotar» (Ямельниця).

## Цікаві відомості
1. Топонім «діл», часто вживаний місцевим бойківським населенням, означає те саме, що й хребет.[6]
2. Левова частина Орів Ділу є обжитою та адміністративно належить до таких сіл як Орів та Зимівки.
3. Хребет доволі багатий на нафту, тому вздовж багатьох доріг/стежок можна знайти нафтові вишки.
4. 19.09.2024 було урочисто відкрито Орівську ВЕС,[7] яка розташована на центральній та центрально-східній частині верхів'я ділу і складається з 10 вітряків.
5. Ліси, розташовані коло г. Вага і г. Бобовище входять до Бориславського ландшафтного заказника.
6. У 1930-ті на верху хребта, між вершинами Белеїв та Княжа, функціонувала школа дельтапланеризму, заснована в 1934 р. з ініціативи Дрогобицького відділу школи планеризму Л.П.Г.О.[8][9] Саме Орівський Діл вважався найкращим майданчиком Галичини для занять цим видом спорту.

## Вершини
- Бобовище (817,1 м)
- Вага (778,4 м)
- Белеїв (772,6 м)
- Княжа (720,7 м)
- Княжка (672,2 м)
- Багнина (632,4 м)
- Замкно (569,2 м)
- Кам'яний горб (525,9 м)

## Фотографії

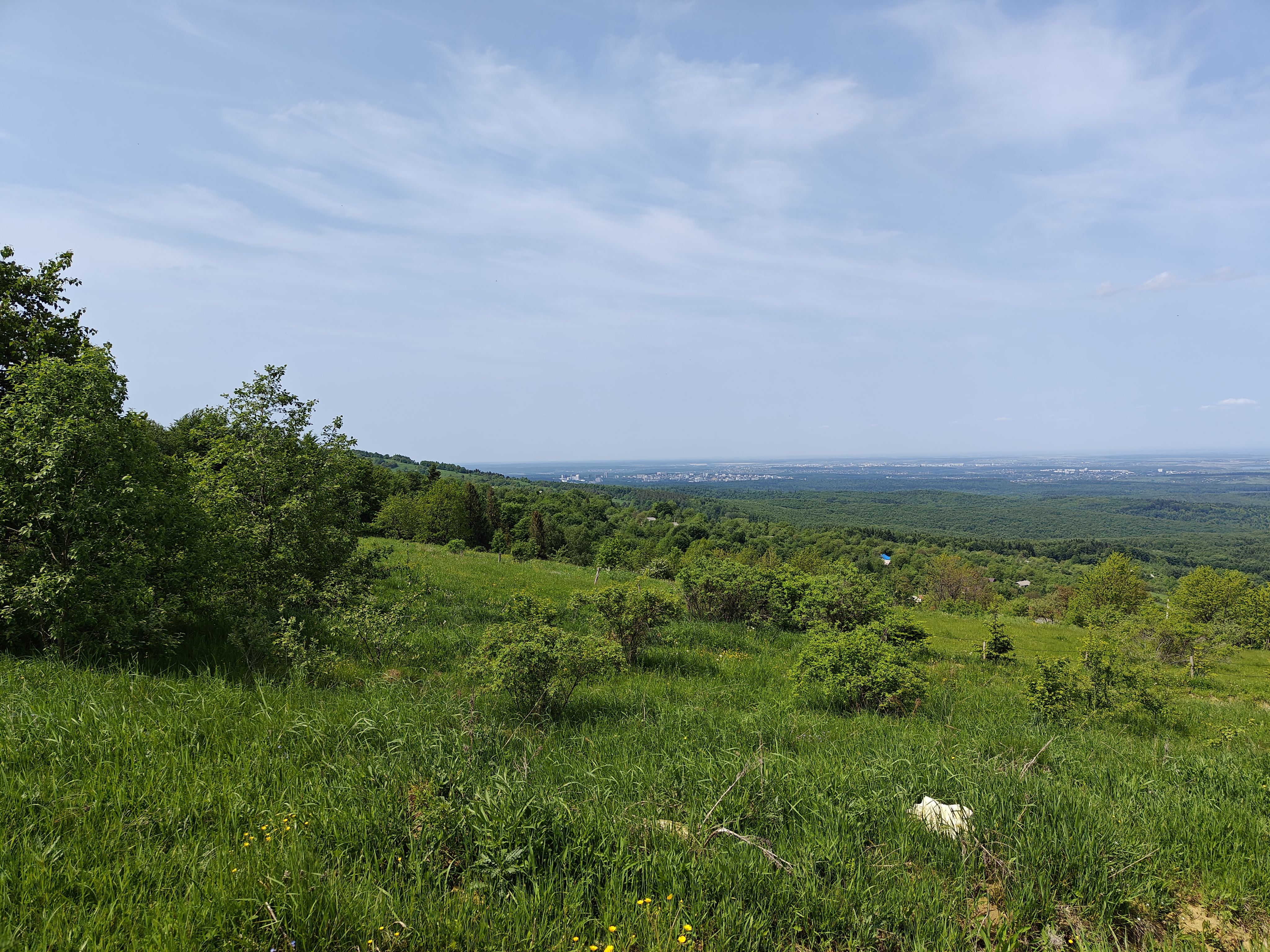
Вигляд на передгірну долину
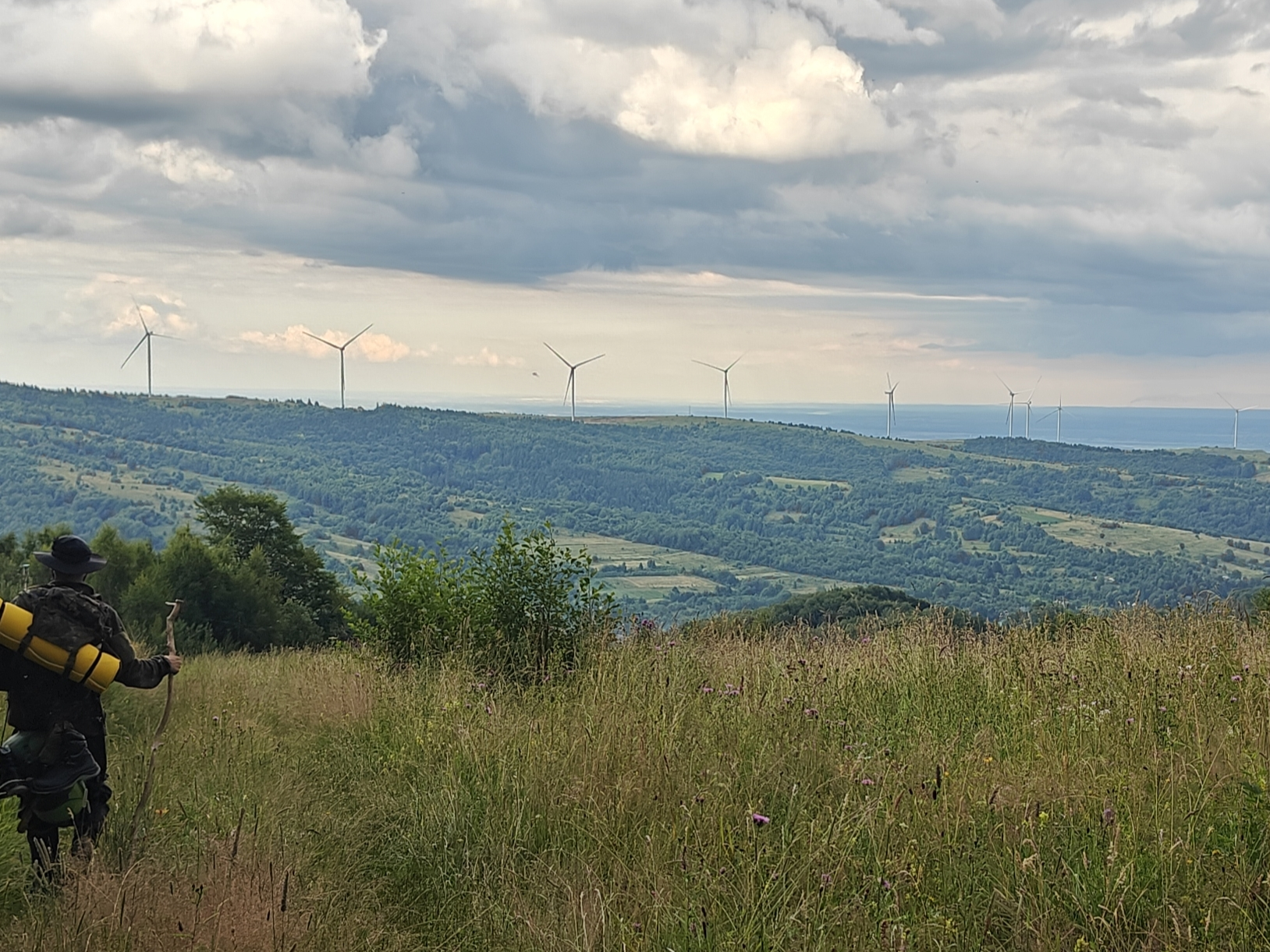
Орівська ВЕС